# À fleur d'eau
Pour les articles homonymes, voir Frauensee.
Pour plus de détails, voir Fiche technique et Distribution.
À fleur d'eau (Frauensee) est un film allemand écrit et réalisé par Zoltan Paul (de) en 2012. L'affiche annonce le film avec les phrases suivantes : « Vier Frauen. Ein Wochenende. Eine magische Seenlandschaft. » (Quatre femmes. Un week-end. Un paysage lacustre magique.).

## Synopsis
À la fin de l'été, deux étudiantes se rendent dans un bungalow en pleine région des lacs de Brandebourg. Elles y sont accueillies par un couple de femmes : Rosa, la seule personne à pouvoir autoriser à pêcher dans la région et Kirsten, une architecte de talent. Les quatre femmes échangent leurs différents rêves et espoirs au milieu d'une tension sexuelle inattendue,.

## Fiche technique
- Titre original : Frauensee
- Titre international : Woman's Lake
- Titre français : À fleur d'eau
- Réalisation : Zoltan Paul (de)
- Scénario : Zoltan Paul
- Producteur : Clementina Hegewisch
- Musique : Julian Adam Pajzs
- Directeur de la photographie : Fabian Spuck
- Monteur : Diana Matous
- Pays d'origine :  Allemagne
- Langue : allemand
- Genre : Drame, romance saphique
- Durée : 85 minutes (1 h 25)
- Lieux de tournage : Brandebourg, Allemagne
- Date de sortie :
  -  Canada : 26 mai 2012 au festival Inside Out à Toronto
  -  États-Unis : 18 juin 2012 au Festival du film Frameline à San Francisco
  -  France : 6 octobre 2012 au Festival du film Chéries-Chéris à Paris
  -  Allemagne : 24 janvier 2013

## Distribution
- Nele Rosetz : Rosa
- Therese Hämer : Kirsten
- Lea Draeger : Evi
- Constanze Wächter : Olivia
- Enrico Weidner : l'assistant de Rosa
- Thomas Thieme (de) : le vieux pêcheur